# Turbină hidraulică

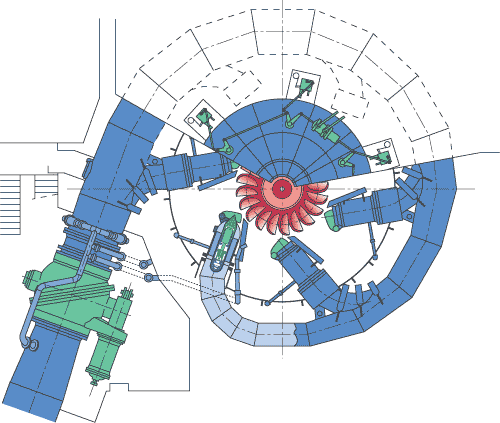
"Turbina Pelton"

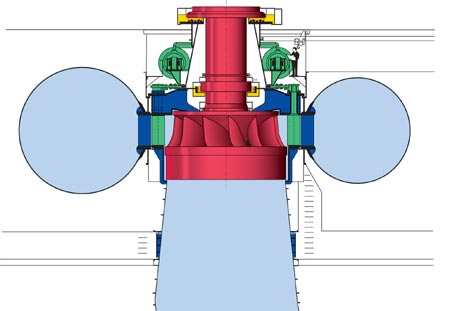
"Turbina Francis"

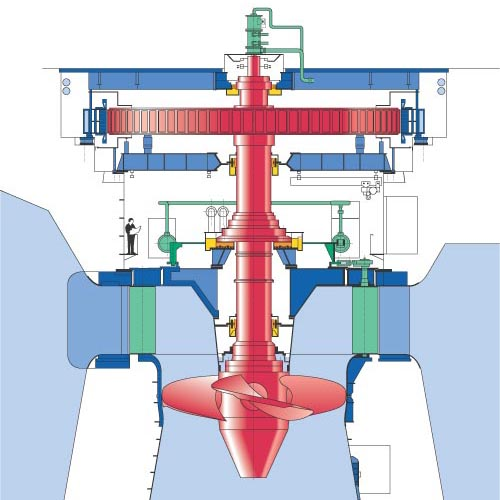
"Turbina Kaplan"

O turbină hidraulică este o mașină de forță care transformă energia hidraulică (a apei) în energie mecanică prin intermediul unui rotor prevăzut cu palete.

## Principii de bază
Baza de calcul la o turbină axială făcută în secolul XVIII de matematicianul elvețian Leonhard Euler:
{\displaystyle {D}={m}\cdot {v}\cdot {r}}

Modificarea în centrul turbinei a poziției impulsului de rotație e:
{\displaystyle M={\frac {dD}{dt}}={\frac {m}{dt}}\cdot {r}\cdot {dc}}

Cu ajutorul integralei și ținându-se cont de legile pârghiilor se ajunge la formula:

{\displaystyle {P}={\dot {m}}\cdot {\int _{1}^{2}u\cdot dc_{u}}}
{\displaystyle {{P} \over {\dot {m}}}={\int _{1}^{2}u\cdot dc_{u}}=\mathbf {Y} }
Ultima ecuație este numită ecuația lui Euler  din care rezultă:
{\displaystyle Y=u_{2}\cdot c_{u2}-u_{1}\cdot c_{u1}}
Y este lucrul efectuat de paleta turbinei, u viteza de rotație la intrare  a vârfului paletei (Index 1) și ieșire (Index 2), la fel viteza fluidului din turbină cu la intrare - și ieșire.

## Descriere
O turbină cu apă este o mașină rotativă care transformă energia cinetică și energia potențială a apei în lucrări mecanice.
Turbinele cu apă au fost dezvoltate din secolul 19 și au fost utilizate pe scară largă pentru energia industrială înainte de rețelele electrice. Acum sunt utilizate mai ales pentru producerea energiei electrice. Turbinele cu apă se găsesc mai ales în baraje pentru a genera energie electrică din energia potențială a apei

## Istorie
Morile de apă sunt folosite de sute de ani in industrie. Principalul lor neajuns este dimensiunea, care limitează debitul si puterea. Migrația de la roțile de apă la turbinele moderne a durat aproximativ o sută de ani. Dezvoltarea a avut loc în timpul revoluției industriale, folosind principii și metode științifice. De asemenea, au folosit pe scară largă noi materiale și metode de fabricație dezvoltate la acea vreme.
Primele turbine cu apă cunoscute ,datează din Imperiul Roman. Două situri, cu un design aproape identic, au fost găsite la Chemtou și Testour-Tunisia din zilele noastre, care datează de la sfârșitul secolului al III-lea sau începutul secolului al IV-lea d.Hr.
Roata orizontală de apă cu lame în unghi a fost instalată în partea de jos a unui arbore circular umplut cu apă. Apa din jgheabul de scurge al morii  intra în groapa tangențiala, creând o coloană de apă învolburată care a făcut ca roata complet scufundată să acționeze ca o adevărată turbină.
Turbina romană cu ax vertical 

### Invenții de-a lungul timpului
Johann Segner a dezvoltat o turbină cu apă reactivă (roata Segner) la mijlocul secolului al XVIII-lea în Regatul Ungariei. Avea o axă orizontală și era un precursor al turbinelor moderne de apă. Este o mașinărie foarte simplă care este produsă și astăzi pentru a fi folosită în mici hidrocentrale.
În 1820, Jean-Victor Poncelet a dezvoltat o turbină cu flux interior .
In 1826, Benoît Fourneyron a dezvoltat o turbină cu flux exterior. Aceasta a fost o mașină eficientă 
(~ 80%) care a trimis apă printr-o turbina cu lame curbate într-o singură directie. Ieșirea staționară avea și ghidaje curbate .
În 1849, James B. Francis a îmbunătățit turbina de reacție cu flux interior la o eficiență de peste 90%. De asemenea, a efectuat teste sofisticate și a dezvoltat metode de inginerie pentru proiectarea turbinelor de apă. Turbina Francis, numită pentru el este prima turbină de apă modernă. Este încă cea mai utilizată turbină de apă din lume astăzi. Turbina Francis este numită și turbină cu flux radial, deoarece apa curge din circumferința exterioară spre centrul rotorului.
În 1866, miliardarul din California, Samuel Knight, a inventat o mașină care a dus sistemul de impuls la un nou nivel. Inspirat de sistemele cu jet de înaltă presiune utilizate în mineritul hidraulice în câmpurile de aur, Knight a dezvoltat o roată cu găleată care capteaza energia unui jet liber . Astfel a transformat o cadere de apă în energie cinetică. Aceasta se numește turbină impulsivă sau tangențială. Viteza apei la intrare, este de aproximativ de doua ori mai mare decât la ieșire , deoarece realizeaza o mișcare de tip U .
În 1879, Lester Pelton, experimentând cu o roată Knight, a dezvoltat o roată Pelton (proiectare cu două găleți), care a expluzat apa în lateral, eliminând o oarecare pierdere de energie a roții Knight, care elimina ceva apă înapoi față de centrul roții. În 1895, William Doble a îmbunătățit la forma găleții semicilindrice a lui Pelton cu o găleată eliptică care a inclus o tăietură în ea pentru a permite jetului o intrare într-un unghi mai favorabil. Aceasta este forma modernă a turbinei Pelton, care astăzi atinge o eficiență de până la 92%. Pelton fusese un promotor eficient al designului său și deși Doble a preluat compania Pelton, nu a schimbat numele în Doble deoarece avea recunoașterea numelui de marcă.

## Principiul de funcționare
Apa curgătoare este îndreptată spre lamele unui rotor, creând o forță pe lame. Întrucât rotorul se învârte, forța acționează pe o distanță determinată de diametrul turbine. În acest fel, energia este transferată de la fluxul de apă la turbină.
Turbinele cu apă se împart în două grupe: turbine reactive și turbine cu impuls.

### Turbinele reactive
Turbinele reactive sunt acționate de apă care isi schimbă presiunea pe măsură ce trece prin turbină și își cedeaza energia. Acestea trebuie să fie încorporate pentru a conține presiunea (sau aspirația) apei sau trebuie să fie complet scufundate în fluxul de apă.
Majoritatea turbinelor de apă utilizate sunt turbine reactive și sunt utilizate în aplicații cădere mică de apă  (<30 m) și mijlocii (30 - 300 m). În turbina de tip reactivă se produce o cădere de presiune atât pe lame fixe cât și în mișcare. Este utilizat în mare parte în barajele și centralele mari .

### Turbine cu impuls de apă
Turbinele cu impulsuri schimbă viteza unui jet de apă. Jetul împinge pe palele curbe ale turbinei care schimbă direcția de curgere. Modificarea rezultată în impuls  determină o forță pe palele turbinei.                  Întrucât turbina se învârte, forța acționează pe o distanță (de lucru), iar fluxul de apă deviat isi pierde din energie.
O turbină cu impuls este cea în care presiunea fluidului care curge pe palele rotorului este constantă și toată puterea de lucru se datorează schimbării energiei cinetice a fluidului.
Înainte de lovirea paletelor turbinei, presiunea apei (energia potențială) este transformată în energie cinetică printr-o duză și focalizată pe turbină. Nu există modificări de presiune la palele turbinei, iar turbina nu necesită o carcasă pentru funcționare.
A doua lege a lui Newton descrie transferul de energie pentru turbinele cu impuls.
Turbinele cu impulsuri sunt adesea utilizate în aplicații cu o cădere foarte mare de apa .

## Tipuri de turbine hidraulice
- Turbina Pelton folosită la hidrocentrale de mare cădere.[necesită citare]
- Turbina Francis folosită la hidrocentrale de medie și mare cădere.[necesită citare]
- Turbina Michell-Banki folosită la aplicații mici și de mică cădere.[necesită citare]
- Turbina Kaplan folosită la hidrocentrale de mică cădere.[necesită citare]
- Turbina Bulb folosită la hidrocentrale de foarte mică cădere.[necesită citare]